# Schottky-Gruppe

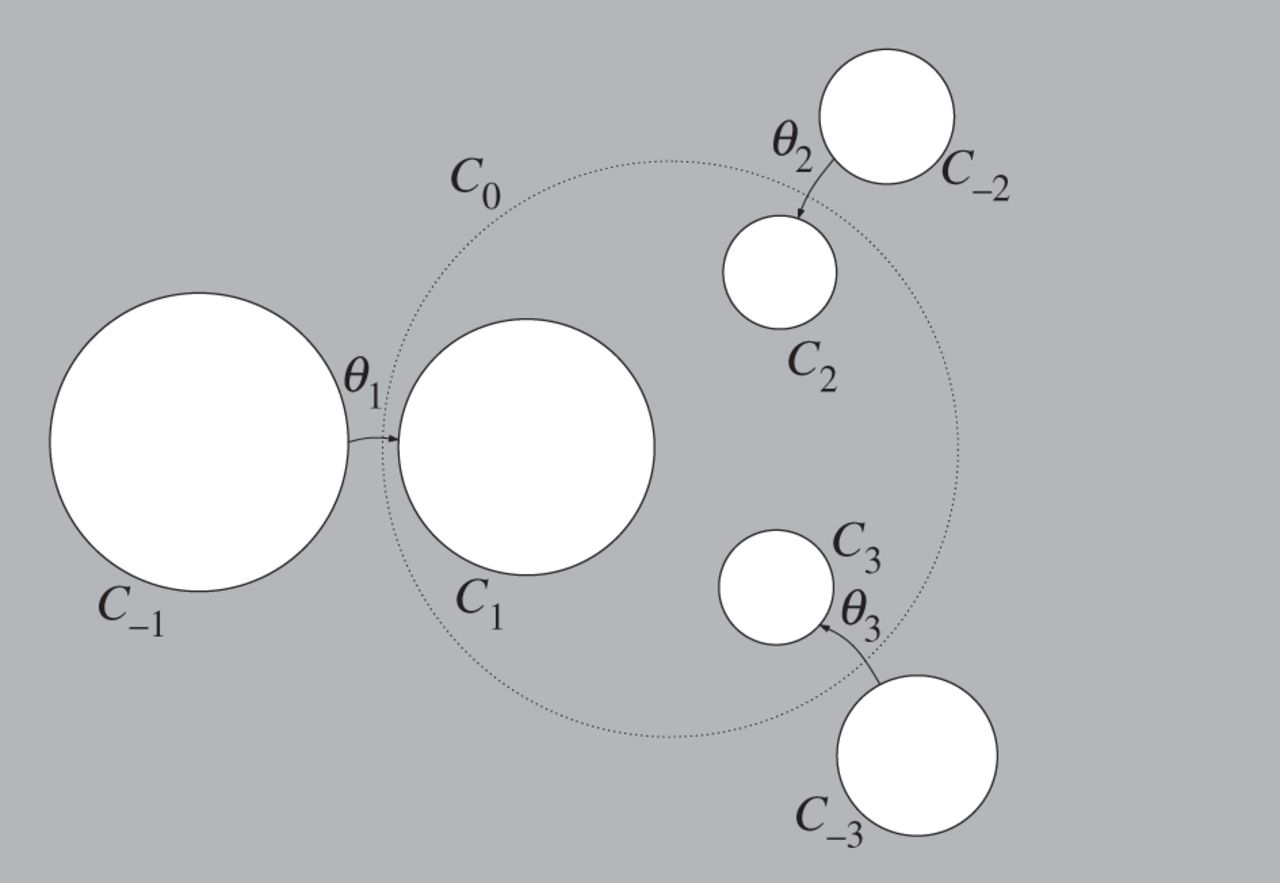
Fundamentalbereich einer von 3 loxodromischen Isometrien erzeugten Schottky-Gruppe

In der Mathematik sind Schottky-Gruppen gewisse Kleinsche Gruppen, die erstmals 1877 von Friedrich Schottky untersucht wurden.

## Konstruktion

### Klassische Schottky-Gruppen
Wir betrachten die Riemannsche Zahlenkugel {\displaystyle P^{1}\mathbb {C} =\mathbb {C} \cup \left\{\infty \right\}} mit der Wirkung von {\displaystyle SL(2,\mathbb {C} )} durch gebrochen-lineare Transformationen.
Man nehme {\displaystyle 2k} paarweise disjunkte Kreisscheiben
{\displaystyle C_{-1},C_{1},\ldots ,C_{-k},C_{k}}
in {\displaystyle \mathbb {C} \cup \left\{\infty \right\}}. Für {\displaystyle i=1,\ldots ,k} gibt es Abbildungen {\displaystyle \theta _{i}\in SL(2,\mathbb {C} )}, die jeweils das Innere von {\displaystyle C_{-i}} bijektiv auf das Äußere von {\displaystyle C_{i}} abbilden. Die von {\displaystyle \theta _{1},\ldots ,\theta _{k}} erzeugte Untergruppe {\displaystyle \Gamma \subset SL(2,\mathbb {C} )} ist eine (klassische) Schottky-Gruppe.

### Allgemeine Schottky-Gruppen
Allgemeiner kann man {\displaystyle 2k} disjunkte, von Jordan-Kurven berandete Gebiete betrachten. Falls es Abbildungen {\displaystyle \theta _{i}\in SL(2,\mathbb {C} )} gibt, die jeweils das Innere von {\displaystyle C_{-i}} bijektiv auf das Äußere von {\displaystyle C_{i}} abbilden, dann wird die von den {\displaystyle \theta _{i}} erzeugte Gruppe als Schottky-Gruppe bezeichnet. Im Rahmen dieser allgemeineren Definition werden die im vorherigen Abschnitt definierten Gruppen dann als klassische Schottky-Gruppen bezeichnet.

## Eigenschaften
Man kann zeigen, dass alle Schottky-Gruppen freie Gruppen und diskrete Untergruppen von {\displaystyle SL(2,\mathbb {C} )} sind. Die erste Eigenschaft folgt aus dem Kombinationssatz von Klein und die zweite aus dem Poincaréschen Polyedersatz.
Jede nicht-elementare Kleinsche Gruppe hat zahlreiche Untergruppen, die Schottky-Gruppen sind. Der Grund dafür ist, dass hinreichend hohe Potenzen gegebener loxodromischer Isometrien disjunkte "isometric circles" haben und deshalb eine Schottky-Gruppe erzeugen.

## Schottky-Gruppen im hyperbolischen Raum

### Hyperbolische Henkelkörper
Die Riemannsche Zahlenkugel ist der Rand im Unendlichen des 3-dimensionalen hyperbolischen Raumes {\displaystyle H^{3}}, die Kreise {\displaystyle C_{i}} beranden jeweils Halbsphären {\displaystyle S_{i}} und die {\displaystyle \theta _{i}\in SL(2,\mathbb {C} )} entsprechen jeweils loxodromischen Isometrien, welche das Äußere von {\displaystyle S_{-i}} bijektiv auf das Innere von {\displaystyle S_{i}} abbilden. Der Quotientenraum {\displaystyle \Gamma \backslash H^{3}} ist dann homöomorph zum Inneren eines Henkelkörpers.

### Limesmenge und Diskontinuitätsbereich
Die Limesmenge {\displaystyle \Lambda (\Gamma )} einer Schottky-Gruppe ist eine Cantormenge. Das Komplement {\displaystyle P^{1}\mathbb {C} \setminus \Lambda (\Gamma )} ist der Diskontinuitätsbereich {\displaystyle \Omega (\Gamma )}.
Der Quotient {\displaystyle \Gamma \backslash \Omega (\Gamma )} ist eine Riemannsche Fläche. Die Vereinigung {\displaystyle \Gamma \backslash (H^{3}\cup \Omega (\Gamma ))} ist ein Henkelkörper.

## Charakterisierung von Schottky-Gruppen
Nach einem Satz von Maskit sind die folgenden Eigenschaften einer diskreten Untergruppe {\displaystyle \Gamma \subset SL(2,\mathbb {C} )} äquivalent:
- {\displaystyle \Gamma } ist eine Schottky-Gruppe.
- {\displaystyle \Gamma \backslash H^{3}} ist das Innere eines Henkelkörpers.
- {\displaystyle \Gamma } ist eine freie Gruppe und alle {\displaystyle \gamma \in \Gamma } sind loxodromisch.

Für diskrete Untergruppe {\displaystyle \Gamma \subset SL(2,\mathbb {C} )}, deren Elemente loxodromisch sind, hat Hou bewiesen, dass sie genau dann klassische Schottkygruppen sind, wenn die Hausdorffdimension ihrer Limesmenge kleiner als 1 ist.

## Schottky-Uniformisierung
Eine Schottky-Uniformisierung einer Riemannschen Fläche ist gegeben durch eine Schottky-Gruppe {\displaystyle \Gamma }, so dass {\displaystyle \Gamma \backslash \Omega (\Gamma )} biholomorph zu der gegebenen Riemannschen Fläche ist. Nach einem Satz von Koebe besitzt jede Riemannsche Fläche eine Schottky-Uniformisierung.
Man kann zu einer Riemannschen Fläche sogar zu jeder Familie homologisch unabhängiger einfacher geschlossener Kurven {\displaystyle \gamma _{1},\ldots ,\gamma _{s}} eine Schottky-Uniformisierung finden, so dass die gegebenen Kurven {\displaystyle \gamma _{i}} jeweils eine Kreisscheibe im Henkelkörper {\displaystyle \Gamma \backslash (H^{3}\cup \Omega (\Gamma ))} beranden.